# Phumlani Ntshangase
Phumlani Nkosinathi Ntshangase (Durban, 24 dicembre 1994) è un calciatore sudafricano, centrocampista svincolato.

## Carriera

### Club
Ha giocato nella massima serie sudafricana.

### Nazionale
Ha rappresentato la nazionale sudafricana alle Olimpiadi del 2016.